# Carolina Cougars 1972-1973
La stagione 1972-73 dei Carolina Cougars fu la 6ª nella ABA per la franchigia.
I Carolina Cougars vinsero la Eastern Division con un record di 57-27. Nei play-off vinsero la semifinale di division con i New York Nets (4-1), perdendo poi la finale di division con i Kentucky Colonels (4-3).

## Roster
| N° | Naz.                   | Ruolo | Sportivo         | Anno | Alt. | Peso |
| -- | ---------------------- | ----- | ---------------- | ---- | ---- | ---- |
| 14 | Stati Uniti (bandiera) | G     | Steve Previs     | 1950 | 191  | 83   |
| 20 | Stati Uniti (bandiera) | G     | Mack Calvin      | 1947 | 183  | 75   |
| 21 | Stati Uniti (bandiera) | GA    | Steve Jones      | 1942 | 196  | 93   |
| 21 | Stati Uniti (bandiera) | G     | Bob Warren       | 1946 | 196  | 86   |
| 22 | Stati Uniti (bandiera) | A     | Ed Manning       | 1944 | 201  | 95   |
| 23 | Stati Uniti (bandiera) | G     | Gene Littles     | 1943 | 183  | 73   |
| 24 | Stati Uniti (bandiera) | G     | Ted McClain      | 1946 | 185  | 82   |
| 27 | Stati Uniti (bandiera) | GA    | Joe Caldwell     | 1941 | 196  | 88   |
| 32 | Stati Uniti (bandiera) | AC    | Billy Cunningham | 1943 | 198  | 95   |
| 33 | Stati Uniti (bandiera) | C     | Ira Harge        | 1941 | 206  | 102  |
| 42 | Stati Uniti (bandiera) | AC    | Mike Lewis       | 1946 | 203  | 102  |
| 44 | Stati Uniti (bandiera) | A     | Dennis Wuycik    | 1950 | 198  | 98   |
| 52 | Stati Uniti (bandiera) | AC    | Tom Owens        | 1949 | 208  | 98   |
| 54 | Stati Uniti (bandiera) | C     | Roger Brown      | 1950 | 211  | 102  |

## Staff tecnico
- Allenatore: Larry Brown
- Vice-allenatore: Doug Moe